# 水沫流人
水沫 流人（みなわ りゅうと、1957年 - ）は、広島県三原市生まれの日本の小説家。

## 経歴
小学生高学年から数年間ブラジルに住む。帰国後三原に戻り高校卒業まで過ごす。大学時代に泉鏡花の著作に出会い、以来魅力につかれる。 
2007年「七面坂心中」でメディアファクトリー主催第1回『幽』怪談文学賞長編部門の優秀賞を受賞する。 
妹はブラジル在住画家のmiyako。 
『幽』怪談文学賞の審査員の東雅夫らから泉鏡花の再来と言われており、原稿は手書きで執筆を行っている。
『マリオのUFO』は、著者のブラジルでの、生活実体験に基づいて書かれた作品で、怪奇で不思議な独特の文体は水沫マジックと評されている。
なお、ブラジルの地方都市に移住した日本人少年の視点から、移民たちの社会を 幻想的に描いた作品集『マリオのUFO』は、日本人のブラジル移住百周年に 
あたる2008年、ブラジル政府より「日伯交流年の交流事業」として公式認定された。

## 作品の特徴
独特なオノマトペを駆使した、つかみどころない作風が特徴。デビューが『幽』怪談文学賞であったため、怪談というパッケージで作品発表しているが、かならずしもその枠におさまらない純文学的な小説を得意としている。

## 著作
- 七面坂心中(幽ブックス)
- マリオのUFO (幽ブックス)

## 作品
- 『幽』vol.10　競作！『椒図志異』の世界
- 幽7号（2007年7月）の第二特集「朗読怪談」「●（足へんに従）あしあと」